# Битва під Кресенбрунном
Битва під Кресенбрунном — вирішальна битва між Богемським і Угорським королівствами за володіння Штирійським і Австрійським герцогствами, що відбулась в липні 1260 року. Проводирем чеських військ був король Пржемисл Отакар II, а угорських — король Бела IV.

## Передумови
1250 року, бажаючи врегулювати питання спадкування престолу, австрійські дворяни обрали герцогом Австрії Пржемисла Отакара II. Отакар II вступив до Відню й у лютому 1252 року одружився з похилою вже Маргаритою Бабенберг, старшою сестрою останнього австрійського герцога й вдовою німецького короля Генріха VII Гогенштауфена. Однак Гертруда, племінниця Маргарити, що також мала права на австрійський престол, вийшла того ж року заміж за Романа, сина Данила Галицького, якого підтримував угорський король. В результаті почалась тривала війна за престол між Чехією та Угорщиною. Війська Данила Галицького вторглись до Чехії, а угорська армія — до Штирії. Пржемисла Отакара II було розбито під Опавою, однак Данило Галицький невдовзі вийшов з війни. У 1254 році між Чехією й Угорщиною було укладено мирну угоду, що передбачала визнання Отакара II герцогом Австрії й передавала Штирію Угорщині.
1260 року стани Штирії повстали проти угорської влади, чим і вирішив скористатись король Отакар II, щоб здобути владу над Штирією.

## Дві версії битви
Військо Отакара II складалось із чехів, німців, поляків, а також сил Штирії та Каринтії. Склад армії Бели IV був наступним: угорці і секеї, половці, галичани, русини, булгари, боснійці, серби, волохи й печеніги. Супротивники зустрілись на річці Морава, перебуваючи на різних берегах. Ніхто не наважувався перейти річку. Отакар запропонував Белі, що богемське військо відійде від берега, а в цей час угорці переправляться через річку. Подальші події описуються по-різному, в залежності від того, на чиєму боці було джерело.
- Чеський варіант.

У той час, як чеські війська відступали, а угорські переправлялись через річку, син Бели Іштван розпочав атаку табору легкої кавалерії богемців, сподіваючись захопити армію Отакара зненацька. Тяжка піхота чехів під проводом Яроша з Подегуса відбила атаку Іштвана, а основні сили богемців, що підійшли, повернули армію Бели, яка форсувала Мораву, у втечу.
- Угорський варіант.

Отакар II не дотримався своєї обіцянки про перемир'я й напав на угорців, що переправлялись, у прибережній зоні, легко здобув перемогу й примусив їх тікати.
Часопис битви, скоріше за все, оперує перебільшеними цифрами учасників битви (100000 чоловік з боку Отакара II і 140000 з боку Бели IV), але, ймовірно, це дійсно була одна з найбільших середньовічних битв.

## Наслідки
Внаслідок Угорщина відмовилась від прав на Штирію (перший Пресбурзький мир, 1671 рік), а Бела IV навіть видав заміж за Отакара II свою онуку Кунігунду Ростиславну, однак спадкоємці угорського короля не полишили претензій на землі Богемії.